# Jim Justice
James Conley (Jim) Justice II (Charleston, West Virginia, 27 april 1951) is een Amerikaans ondernemer en politicus van de Republikeinse Partij. Sinds 2025 zetelt hij in de Amerikaanse Senaat namens de staat West Virginia. Voordien was hij gouverneur van diezelfde staat (2017–2025). Justice was jarenlang miljardair en een van de rijkste politici van de Verenigde Staten.

## Levensloop
Jim Justice werd geboren in Charleston en groeide op in Raleigh County. Na de middelbare school ging hij naar de Universiteit van Tennessee, maar stapte later over naar de Marshall University in zijn thuisstaat. Daar ontving hij zijn Master of Business Administration.
In 1976 voegde Justice zich bij het agrarische familiebedrijf van zijn vader en richtte een jaar later Bluestone Farms op, een bedrijf dat zich bezighoudt met o.a. het produceren van mais, tarwe en sojabonen. Inmiddels bezit deze onderneming een gebied van 20.000 hectare landbouwgrond en is uitgegroeid tot de grootste producent van graan in het oosten van de Verenigde Staten. Verder ontwikkelde Justice de Stoney Brook Plantation in Monroe County, een jachtgebied voor jagers en vissers.
Na de dood van zijn vader in 1993 volgde Justice hem op als president van Bluestone Industries en de Bluestone Coal Corporation. In deze functie beheerde hij verschillende kolenmijnen in West Virginia en omringende staten. Om extra mijnbouw te verwerven, richtte hij in 2003 de Jim C. Justice Companies op. In 2009 verkocht hij een deel van de onderneming aan het Russische bedrijf Mechel, maar besloot in 2015 tot terugkoop. Sindsdien heropende Justice een aantal kolenmijnen, waarmee honderden mijnwerkers weer aan het werk konden.
In 2009 legde Justice meer dan 20 miljoen dollar op tafel om eigenaar te worden van het noodlijdende luxeresort The Greenbrier in White Sulphur Springs. Direct na zijn overname haalde hij 650 ontslagen werknemers terug in dienst en schonk hen gunstige arbeidsvoorwaarden. Hij creëerde er tevens extra banen door een casino te openen, een trainingsaccommodatie aan te leggen voor de New Orleans Saints en een jaarlijks golftoernooi te organiseren, de Greenbrier Classic.
Justice is directeur van meer dan vijftig bedrijven en met een geschat vermogen tussen de 1,6 en 1,7 miljard dollar was hij jarenlang een van de rijkste politici van de Verenigde Staten. Hij gaf jaarlijks vele miljoenen weg aan goede doelen.

### Gouverneur
Justice was aanvankelijk al een aanhanger van de Republikeinse Partij, maar stapte begin 2015 over naar de Democraten. Hij had nog geen enkele politieke ervaring toen hij zich verkiesbaar stelde voor de gouverneursverkiezingen van West Virginia in 2016. Justice verklaarde iets te willen doen aan de achterstanden van de staat op het gebied van onderwijs, werkgelegenheid en toerisme.
Bij de Democratische voorverkiezing wist Justice meer dan de helft van de stemmen te vergaren en werd zo de kandidaat van de Democratische Partij. In de algemene verkiezingen, die tegelijk met de Amerikaanse presidentsverkiezingen werden gehouden op 8 november 2016, moest hij het vervolgens opnemen tegen zijn Republikeinse opponent Bill Cole. Justice slaagde erin zijn concurrent met 49% van de stemmen te verslaan en werd verkozen tot de nieuwe gouverneur van West Virginia. Op 16 januari 2017 werd hij ingezworen in de hoofdstad Charleston, als opvolger van gouverneur Earl Ray Tomblin.
In augustus 2017 sprak Justice zijn steun uit voor toenmalig president Donald Trump en kondigde hij aan terug te keren bij de Republikeinse Partij. Hiermee had West Virginia voor het eerst sinds 2001 plots weer een Republikein aan het roer. Bij de gouverneursverkiezingen van 2020 stelde Justice zich verkiesbaar voor een tweede ambtstermijn. Hij veroverde de Republikeinse kandidatuur met gemak en won hierna met een overmacht van zo'n 65% van de stemmen ook de algemene verkiezing. Zijn tweede termijn als gouverneur ging van start op 22 januari 2021.

### Senator
Bij de Amerikaanse congresverkiezingen in november 2024 werd Justice met ongeveer 69% van de stemmen verkozen tot senator namens West Virginia. Zijn campagne voor deze verkiezing was hij in april 2023 al gestart. Justices ambtstermijn als gouverneur liep tot 13 januari 2025 en omdat hij deze wilde voltooien, werd zijn beëdiging in de Senaat, die op 3 januari 2025 plaats zou vinden, met tien dagen uitgesteld. Als senator volgde hij de onafhankelijke Joe Manchin op, die zich niet herkiesbaar had gesteld. Zelf werd hij als gouverneur opgevolgd door zijn partijgenoot Patrick Morrisey.
- International Standard Name Identifier: 0000 0005 0047 1176
- Library of Congress Control Number: no2019097065
- Virtual International Authority File: 3648156317459102350006
- WorldCat: E39PBJcR9c4BfWPC8c8rCcDTHC